# Tacia Montana
Tacia Montana (łac. Diocesis Taciamontanensis) – stolica historycznej diecezji w Cesarstwie rzymskim w prowincji Afryka Prokonsularna, sufragania metropolii Kartagina. Współcześnie w Tunezji. Obecnie katolickie biskupstwo tytularne.

## Biskupi tytularni
| Lp. | Biskup                            | Funkcja                                      | Od                   | Do                |
| --- | --------------------------------- | -------------------------------------------- | -------------------- | ----------------- |
| 1   | Hippolyte Louis Bazin             | wikariusz apostolski Sahary                  | 27 lipca 1901        | 30 listopada 1910 |
| 2   | Cleto Cassani                     | biskup pomocniczy Sassari (Włochy)           | 1 lutego 1911        | 5 stycznia 1917   |
| 3   | Louis de Cooman                   | wikariusz apostolski Phát Diệm (Wietnam)     | 12 czerwca 1912      | 7 czerwca 1970    |
| 4   | Louis Boffet                      | biskup pomocniczy Lyonu (Francja)            | 24 czerwca 1970      | 15 maja 1976      |
| 5   | Werner Franz Siebenbrock          | biskup pomocniczy Belo Horizonte (Brazylia)  | 12 października 1988 | 9 listopada 1994  |
| 6   | Jacinto Tomás de Carvalho Botelho | biskup pomocniczy Bragi (Portugalia)         | 31 października 1995 | 20 stycznia 2000  |
| 7   | Fernando Antônio Saburido         | biskup pomocniczy Olindy i Recife (Brazylia) | 31 maja 2000         | 18 maja 2005      |
| 8   | Lambert Bainomugisha              | biskup pomocniczy Mbarara (Uganda)           | 2 lipca 2005         | 25 kwietnia 2020  |
| 9   | José Amable Durán Tineo           | biskup pomocniczy Santo Domingo (Dominikana) | 20 czerwca 2020      |                   |